# Mara Clara (serie de televisión de 2010)
Mara Clara es una serie de televisión filipina transmitido por ABS-CBN desde 25 de octubre de 2010 hasta el 3 de junio de 2011. Está protagonizada por Kathryn Bernardo y Julia Montes, basado en la serie de televisión de 1992 del mismo nombre.

## Reparto

### Reparto principal
- Kathryn Bernardo como Mara David / Mara del Valle.
- Julia Montes como Clara del Valle / Clara David.

### Elenco secundario
- Gina Pareño como Lupe David.
- Mylene Dizon como Susan David.
- Jhong Hilario como Gary David.
- Dimples Romana como Alvira del Valle.
- Bobby Andrews como Amanthe del Valle.
- Ping Medina como Karlo David.
- Albie Casiño como Christian Torralba.
- Desiree del Valle como Christina Borres.
- Jamilla Obispo como Lenita Santos.

### Elenco extendida
- Tia Pusit como Yaya Bonnel.
- Chokoleit como CG.
- John Manalo como Erris Reyes.
- Diego Loyzaga como Derrick Gonzales.
- Kiray Celis como Desiree Francisco.
- Cherry Lou como Vanessa Torralba.
- Andre Tiangco como Atty. Barrameda
- Aria Clemente como Christina Jin Jin Tianghan.
- EJ Jallorina como Butch Mauricio.
- Renzo Cruz como Nathaniel Gonzales.
- Helga Krapf como Carlotta Gonzales.
- Francis Magundayao como Nico Paraiso.

### Participaciones especiales
- Kimberly Fulgar como Mara (joven).
- Christine Joy de Guzman como young Clara (joven).

## Transmisiones internacionales
| País      | Cadenas/Canal        | Fecha de Inicio       | Fecha de Finalización |
| --------- | -------------------- | --------------------- | --------------------- |
| Filipinas | ABS-CBN              | 25 de octubre de 2010 | 3 de junio de 2011    |
|           | The Filipino Channel | 2010                  | 2011                  |
| Malasia   | TV3                  | 2012                  | 2012                  |
| Vietnam   | TodayTV VTC7         | 2012                  | 2012                  |
| Kenia     | NTV                  | 2011                  | 2012                  |
| Uganda    | Bukedde TV 1         | 2012                  | 2013                  |
| Tanzania  | Star TV              | 2012                  | 2013                  |